# 12표법

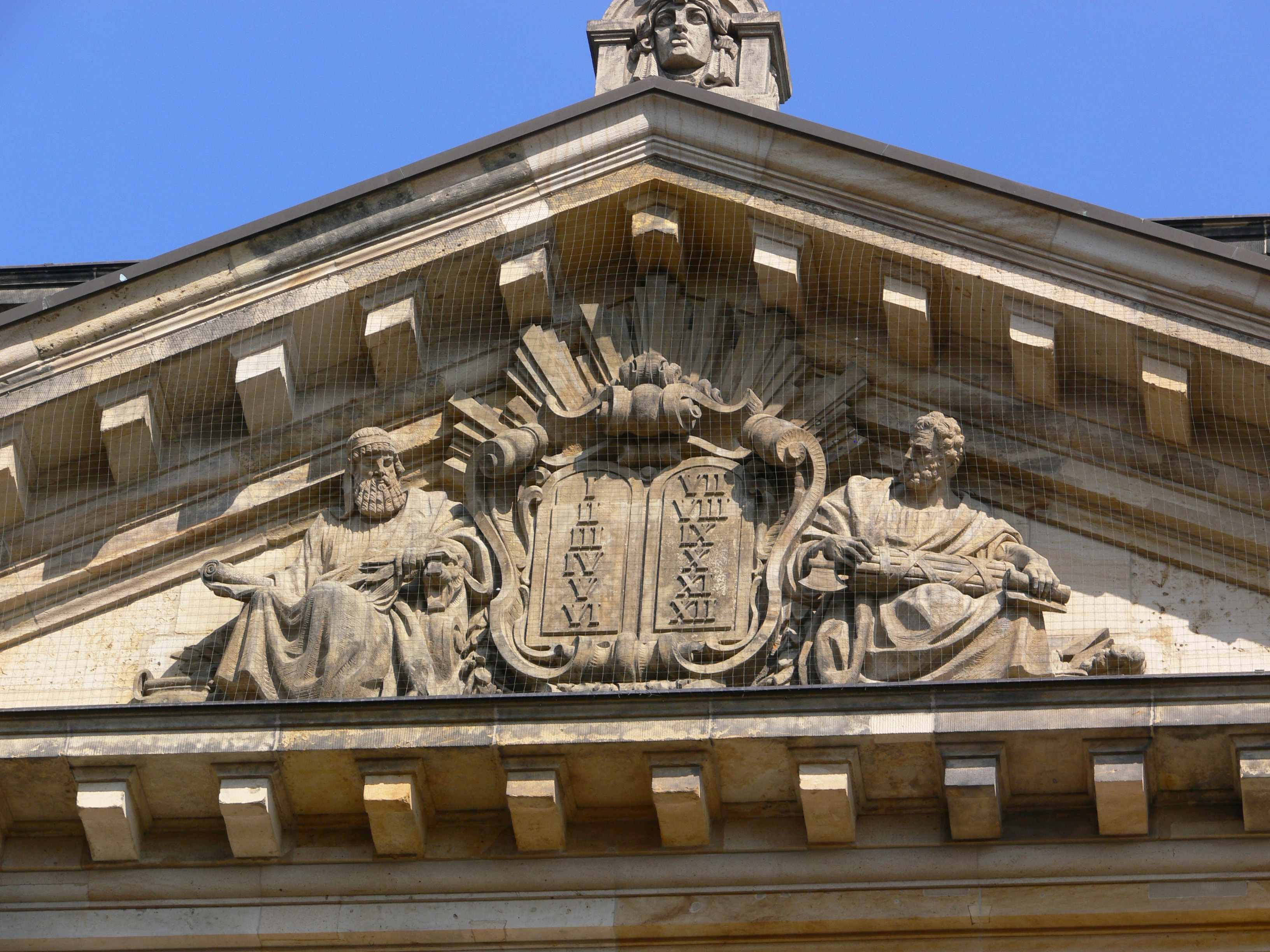
위 사진은 십이표법을 형상화한 고대 로마 법률 상징 조각상으로 독임 함부르크에 있는 옛 법원 건물의 박공(삼각 지붕 부분) 위 조각이다

12표법(十二表法, 라틴어: Leges Duodecim Tabularum, 혹은 공식 축약명 Duodecim Tabulae)은 로마법의 기초를 이룬 고대 로마의 성문법이다. 12표법은 로마 공화정 정체(政體)의 중심이자, 로마적 전통(Mos Maiorum)의 근간이었다. 로마의 학생들은 12표법의 원문을 암기해야 했다고 하는데, 이로 보아 구두로도 전승된 듯하며, 리비우스는 12표법이 모든 사법과 공법의 (fons omnis publici privatique iuris)이었다고 주장했고, 키케로는 그것이 로마법 전체의 몸체였다고 말한 바 있다.

## 역사
고대 로마의 역사가 리비우스의 전설적인 기록에 따르면 초기 로마 공화정의 법은 최고제사장(Pontifex Maximus)과 귀족 계급만 알 수 있었으며, 특히 평민에게 매우 불리하게 적용되었다고 한다. 테렌틸리우스(Terentilius)는 기원전 462년에 평민들도 법에 대해 알 수 있도록 법전을 편찬할 것을 요구했다.
귀족들은 이러한 요구를 오랫동안 묵살하였지만, 기원전 450년경에 10인 입법 위원회(Decemviri)가 구성되어 법전을 편찬하기 위한 작업을 시작했다. 이들은 솔론의 법으로 유명한 아테네 등 그리스의 여러 도시 국가들에 시찰단을 보내어 이들의 제도를 배워왔다. 현대의 학자들은 로마의 시찰단이 그리스 본토에 간 게 아니라, 이탈리아 남부(마그나 그라이키아)의 그리스 도시들만 방문했으리라 보고 있다.
10인 입법 위원회는 기원전 450년에 10개의 조항으로 구성된 법전을 만들었다. 기원전 449년에 두 번째로 선임된 10인 입법 위원들은 성산 사건에서 원로원과 평민 계급이 합의한 대로 2개의 조항을 더 추가하였다. 이로써 12표법이 완성되었고, 법은 상아로 된 판에(리비우스는 동판에 새겨졌다고 하였다) 새겨져 광장에 놓였다. 하지만 원본은 현재 전해지지 않는다. 기원전 390년에 켈트족의 습격으로 로마가 대약탈을 당했을 때 파괴되었다.

## 내용
법의 내용은 다방면에 걸쳐 있으며, 분류하면 민사소송, 채무, 가족, 상속, 재산, 부동산, 장례, 결혼, 불법행위, 범죄 등에 관한 법이나 규칙이 정해져 있다.

### 표1
- 재판에 출두를 요구한 자는 출두하지 않으면 안 된다. 그가 출두하지 않으면 그를 고소한 사람은 증인을 불러야 한다. 이러한 절차를 밟은 후 그래도 출두하지 않으면 고소한 사람은 그를 잡을 수 있다.
- 출두를 요구한 사람이 도망가거나, 무시한다면 그를 사로잡을 수 있다. 만약 질병이나 노령으로 인해 출두가 곤란할 때는 그에게 마차가 준비되어야 한다. 그가 원하지 않으면 덮개로 가릴 필요는 없다.
- 토지 소유자의 채무 보증인은 토지 소유자가 될 수 있다. 무산자(프롤레타리아)의 채무 보증인은 모든 시민이 될 수 있다.
- 재판 당사자들이 합의에 도달했을 때, 그것을 선언한다. 동의하지 않는 경우에는 오전 중에 포룸 로마눔으로 각각의 이견을 주장한다. 당사자 본인들끼리 논의를 한다. 오후가 되고 나서 법무관이 판결을 내린다. 당사자 모두 참석하는 경우 재판은 일몰에 종료한다.

### 표2
- 중병, 외국인과 회의의 약속을 하는 날이 있는 등의 사정이 법무관 또는 재판 관계자에게 일어난 경우, 그 날의 재판은 종료할 수 있다.
- 증언을 요구한 사람이 재판에 나오지 않으면, 증언을 요구한 사람은 그 사람의 집 앞에서 3 일마다 그를 불러내기 위해 외쳐도 좋다.

### 표3
- 채무를 인정한 자 또는 상환하라는 판결을 받은 자는 30일 이내에 지급해야 한다. 이러한 절차를 거쳐도 상환하지 않을 경우 채권자는 그 사람을 재판에 데려 올 수 있다.
- 채무자가 판결에 동의하지 아니하고, 채무자의 채무 보증인이 없는 경우 채권자는 채무자에 15파운드의 나무나 사슬을 채워 행동을 제약해도 좋다. 15 파운드보다 무거운 것을 채워서는 안 되지만, 채권자가 원할 경우 더 가벼운 것을 채울 수 있다. 채무자는 자기가 원하는 장소에 살아도 좋다. 채무자가 생계를 유지하지 못할 경우 채권자는 하루에 1 파운드의 밀을 그에게 주어야 한다. 채권자가 원한다면 더 줄 수 있다.
- 세 번째로 시장이 열리는 날, 채권자들은 채무자의 몸을 거칠게 자를 수 있다. 그들이 채권에 해당하는 이상을 잘라낸다 해도 죄를 지지 않는다.
- 재산의 소유권은 외국인에게 영원히 유효하다.

### 표4
- 명백히 추한 아이는 죽여야 한다.
- 친부가 아들을 노예로 3번 팔면 아들은 아버지로부터 자유로워진다.

## 평가
12표법은 헌법도 포괄적인 법전도 아니었다. 그 주 원천은 옛 관습법이었지만 원시적인 불문법을 완전히 대체하지 않았다. 일반적으로 이 12표법은 당시 억압받던 평민 집단이 귀족들에게서 쟁취한 정치적 성공의 좋은 예로 여겨져왔으나 이 법은 구전으로 내려오던 기존의 법과 관습을 명확하게 작성하려는 목적으로 만들어졌다. 12표법의 기본적 중요성은 원칙상 귀족과 평민간의 법적 공평성과, 다소나마 법 앞에 모든 시민의 평등성을 수립한 데에 있다. 그럼에도 불구하고 이 법은 주로 기존의 관행을 성문화했기 때문에 평민들의 불만의 뿌리는 사실상 건들지 못했다. 때문에 12표법을 편찬한 직접적인 목적은 평민의 권리 신장이 아닌, 귀족 계급이 자신들의 기득권을 수호하려는 것으로 평가되기도 한다.

## 같이 보기
- 리키니우스법
- 호르텐시우스법

## 참고 문헌
- Durant, W. (1942). 《The Story of Civilization》. Simon and Schuster.
- Livy; De Sélincourt, A.; Ogilvie, R. M.; Oakley, S. P. (2002). 《The Early History of Rome: Books I–V of The History of Rome from its Foundations》. Penguin Classics. ISBN 0-14-044809-8.
- Goodwin, Dr Frederick (1886). 《The XII Tables》. Stevens & Sons, London.